# Dibenzotiazepiny
Dibenzotiazepiny – klasa związków chemicznych będących pochodnymi tiazepiny, w których do pierścienia tiazepinowego przyłączone są dwa pierścienie benzenowe. Niektóre związki z tej klasy są stosowane jako m.in. leki przeciwpsychotyczne.

Przykładowe dibenzotiazepiny
klotiapina
norkwetiapina
kwetiapina